# 砚川站
砚川站位于陕西商洛市商州区大荆镇砚川村，坐落于半山坡之上，海拔1,000多米，是西安铁路局管内的三等站。

## 概况
车站共有股道四股，到发线2条，正线2条，2008年时日均发送旅客不足百人。